# 피치 (프로게이머)
피치(본명: 이민규, 2000년 3월 28일 ~ )는 대한민국의 리그 오브 레전드 프로게이머로 포지션은 정글이다. 아이디는 Peach이다.

## 선수 생활
2021시즌을 앞두고 DRX의 2군팀에 합류하면서 프로 커리어를 시작했다. 2022년 2월 9일에 치러진 KT 롤스터와의 경기를 앞두고 DRX의 1군 멤버들이 코로나19에 감염되면서 경기를 출전하지 못하게 되자 1군으로 긴급 콜업되면서 1군 데뷔전을 치렀다. 2022년 스프링 시즌 종료 후 팀에서 퇴단했다.

## 소속팀
| # | 팀명 | 소속 기간          | 소속 리그 | 비고 |
| - | ---- | ------------------ | --------- | ---- |
| 1 | DRX  | 2021.01~2022.05.19 | LCK       |      |

## 수상 내역
- LCK 아카데미 시리즈 2020 8월 대회 우승
- LCK 아카데미 시리즈 2020 9월 대회 준우승
- LCK 아카데미 시리즈 2020 챔피언십 우승